# Campeonato Africano de Atletismo de 2012 - Lançamento de martelo masculino
A prova do lançamento de martelo masculino do Campeonato Africano de Atletismo de 2012 foi disputada no dia 30 de junho de 2012 no Estádio Charles de Gaulle em Porto Novo,  no Benim. 

## Recordes
Antes desta competição, os recordes mundiais e do campeonato nesta prova eram os seguintes:
|                       | Nome         | Nacionalidade   | Distância | Local       | Data                 |
| --------------------- | ------------ | --------------- | --------- | ----------- | -------------------- |
| Recorde mundial       | Yuriy Sedykh | União Soviética | 86m 74cm  | Estugarda   | 30 de agosto de 1986 |
| Recorde do campeonato | Chris Harmse | África do Sul   | 77m 72cm  | Addis Ababa | 3 de maio de 2008    |
| Recorde africano      | Chris Harmse | África do Sul   | 80m 63cm  | Durban      | 15 de abril de 2005  |

## Medalhistas
| Ouro               | Prata                      | Bronze                 |
| Chris Harmse (RSA) | Mohsen Mohamed Anani (EGY) | Mostafa Al-Gamel (EGY) |

## Cronograma
Todos os horários são locais (UTC+1).
| Data        | Hora  | Evento |
| ----------- | ----- | ------ |
| 30 de junho | 14:30 | Final  |

## Resultado final
| Posição           | Atleta               | Nacionalidade | #1    | #2    | #3    | #5    | #5    | #6    | Resultados | Notas |
| ----------------- | -------------------- | ------------- | ----- | ----- | ----- | ----- | ----- | ----- | ---------- | ----- |
| Medalha de ouro   | Chris Harmse         | África do Sul | x     | x     | 72.78 | 74.63 | 77.22 | 74.26 | 77.22      |       |
| Medalha de prata  | Mohsen Mohamed Anani | Egito         | x     | 74.27 | 72.96 | 73.92 | 74.31 | 73.77 | 74.31      |       |
| Medalha de bronze | Mostafa Al-Gamel     | Egito         | 71.63 | 73.81 | x     | x     | 69.57 | 71.49 | 73.81      |       |
| 04 !              | Driss Barid          | Marrocos      | x     | x     | x     | x     | x     | x     | NM         |       |

Legenda
| Recorde mundial       | Recorde mundial (World record)               |                       | Recorde africano                      | Recorde africano (African) |                                           | Q | Classificado por posição (Qualified) |
| Recorde do campeonato | Recorde do campeonato (Championship record)  | Recorde da América    | Recorde da América (Americas)         | q                          | Classificado por melhor tempo (Qualified) |   |                                      |
| Melhor marca do ano   | Melhor marca do ano (World leading)          | Recorde asiático      | Recorde asiático (Asian)              | DNS                        | Não largou (Did not start)                |   |                                      |
| Recorde nacional      | Recorde nacional (National record)           | Recorde europeu       | Recorde europeu (European)            | DNF                        | Não terminou (Did not finish)             |   |                                      |
| Recorde pessoal       | Recorde pessoal do atleta (Personal best)    | Recorde da Oceania    | Recorde da Oceania (Oceania)          | DSQ / DQ                   | Desclassificado (Disqualified)            |   |                                      |
| Recorde da temporada  | Recorde da temporada do atleta (Season best) | Recorde sul-americano | Recorde sul-americano (South America) | NM                         | Sem marca (No mark)                       |   |                                      |